# Holly Springs (Geórgia)
Holly Springs é uma cidade localizada no estado americano de Geórgia, no Condado de Cherokee.

## Demografia
Segundo o censo americano de 2000, a sua população era de 3195 habitantes.
Em 2006, foi estimada uma população de 6334, um aumento de 3139 (98.2%).

## Geografia
De acordo com o United States Census Bureau tem uma área de
8,2 km², dos quais 8,2 km² cobertos por terra e 0,0 km² cobertos por água.

## Localidades na vizinhança
O diagrama seguinte representa as localidades num raio de 20 km ao redor de Holly Springs.